# Öfnerspitze
L'Öfnerspitze est une montagne culminant à 2 575 ou 2 576 m d'altitude dans les Alpes d'Allgäu.

## Toponymie
L'Öfnerspitze est mentionné dans des documents de chasse en 1627 sous le nom d’Öffnerspüz. Dans l'Atlas Tyrolensis (de) de 1774, il est appelé Oefner Spiz. Comme la Krottenspitze en face se trouve du côté de la Bavière, on lui donne un nom évoquant la vallée du Lech[pas clair]. On lui donne le nom d’Ofen, qui signifie « roches percées, découpées » dans le Tyrol, la Carinthie et la Styrie.

## Géographie
L'Öfnerspitze se situe sur la frontière entre l'Allemagne et l'Autriche. Il constitue l'extrémité du chaînon de Hornbach, le plus grand chaînon secondaire des Alpes d'Allgäu.
Au nord-ouest, un col le relie à la Krottenspitze puis au Kreuzeck. Au sud-est, il est relié à la Hornbachspitze puis au Grosser Krottenkopf. Au sud-ouest, il est relié au Muttlerkopf.

## Histoire
La première ascension de l'Öfnerspitze a probablement eu lieu lors de travaux topographiques en 1854. La même année, le Dr Gümbel atteint également le sommet.

## Ascension
L'Öfnerspitze ne possède pas de sentier balisé. L'ascension la plus simple se fait par le sud-ouest. D'une difficulté 1, elle demande cependant des connaissances en escalade. Une variante est ouverte en 1894 par J. Richter et L. Rieger à l'ouest, d'une difficulté 3. Le flanc sud (2) est ouvert en 1890 par Christian Wolff, la crête à l'est (2) en 1893 par Josef Enzensperger et des compagnons.